# مؤامرة باي
كانت مؤامرة باي عام 1603 مؤامرة من قبل كهنة الروم الكاثوليك (الكهنوت) والتطهيرية (أو البيوريتانية) تهدف إلى تحقيق التسامح مع طوائفهم، تهدف إلى اختطاف الملك الإنجليزي الجديد، جيمس الأول ملك إنجلترا. ويشار إليها باسم مؤامرة «باي»، لأنها كانت في ذلك الوقت جزءًا ثانويًا من مؤامرة أكبر (التي كانت تُسمى المؤامرة «الرئيسية»).

## خلفية
توفيت إليزابيث الأولى ملكة إنجلترا في نهاية مارس عام 1603، وادعى جيمس السادس من اسكتلندا أنه ولي العرش الإنجليزي، دون تلقي أي معارضة علنية ضده. كان الوضع الديني في إنجلترا وويلز يتضمن أن يدفع عدد كبير من الكاثوليك الغرامات في حال لم يحضروا قداس كنيسة إنجلترا، بموجب نظام من قوانين العقوبات. كانت الحرب الإنجليزية الإسبانية (منذ 1585 حتى 1604) مستمرة منذ ما يقارب العقدين، وكان القتال في البحر مستمرًا أيضًا، في كل من هولندا وأيرلندا.
اعترض الكاثوليك الإنجليز على نطاق واسع على ولائهم للتاج، وتمنوا زوال القيود القانونية عن عبادتهم. ساعدهم الكهنة أكان الكهنة اليسوعيون، أو الرهبان الذين كانوا نشطين في إنجلترا لمتابعة هذه المهمة، وكهنة معاهد اللاهوت وغيرهم من الكهنة من خارج النظام الديني (الإكليروس العلمانيين). كان الموقف القانوني لهؤلاء الكهنة، من الناحية العملية غير واضح.

## الانقسامات بين الكاثوليك الإنجليز
كانت حرب المنشورات الإعلانية والشجارات الخلافية بين الكاثوليك الإنجليز (أو ما عُرف بـ الجدل الأرشبيري) في 1603 مثيرة للجدل لمدة خمس سنوات تقريبًا. كان لانحياز الكهنة الكاثوليك الناتج دور كبير بجعل مؤامرات 1603 غير قابلة للتنفيذ، وأدت لخلق جانب مُتقبّل لفكرة إبلاغ حكومة لندن.
اتخذ ويليام واتسون الجانب «المستأنف» في الجدل الأرشبيري، معاديًا لجورج بلاكويل الذي عينه الكرسي الرسولي (الكرسي البابوي). كان واتسون مفيدًا للحكومة والكنيسة الإنجليزية بسبب مجادلاته الانفعالية، وكان تحت حماية ريتشارد بانكروفت، ثم أسقف لندن. في سبتمبر عام 1601، كان واتسون مقيمًا في قصر فولهام، وفي عام 1602، احتُجز في سجن ذا كلينك، لكنه بقي على اتصال وثيق مع بانكروفت. 
كُشف عن المؤامرة في البداية من قبل العميد بلاكويل واثنين من اليسوعيين، جون جيرارد وهنري غارنيت، الذين كانوا على الجانب الآخر من النزاع. مرّر هؤلاء الثلاثة (بشكل مستقل) معلومات كانت لديهم تخصّ المؤامرة. كان لديهم أسباب أخرى إلى جانب الجدل المستمر؛ فقد خافوا من الانتقام من الكاثوليك إذا فشلت الخطة، وكان لديهم شكوكهم المتفاقمة حول الدوافع السياسية للكهنة العلمانيين.

## المتآمرون
تُعرف المؤامرة أيضًا بمؤامرة واتسون، أو المؤامرة الكاثوليكية، أو الخيانة المفاجئة، أو خيانة الكهنة. لم يكن المتورطون في الحقيقة كهنة كاثوليكيين فقط، إذ كان توماس جراي، البارون غراي دي ويلتون الخامس عشر رجلًا من المذهب البيوريتاني (التطهيري) البروتستاني ممن شاركوا في المؤامرة، على الرغم من أن المؤامرة لم تذهب أبعد من مناقشة بعيدة المنال. كان السير جريفين ماركام متآمرًا علمانيًا آخر. 
على الرغم من وجود رغبة مشتركة في تحقيق التسامح الديني، لكن دوافعهم كانت مختلفة. أراد واتسون ألا يكون هناك المزيد من الغرامات المفروضة على عصاة الكاثوليك الإنجليز. كان التخلص من بعض وزراء الملك دافع آخر من دوافع مؤامرة باي.

## النتائج
أمر الملك جيمس بموجب مرسوم صادر في 22 فبراير 1604 جميع رجال الدين الروم الكاثوليك (اليسوعيين والطلبة اللاهوتيين والكهنة الآخرين) بمغادرة مملكته بحلول 19 مارس. قُرّر هذا المرسوم في يوليو 1603 حول المؤامرات المُكتشفة. 
حكم على أنتوني كوبلي بالإعدام، لكن أُعفي في 18 أغسطس 1604، بعد أن اعترف اعترافًأ كاملًأ بقصة المؤامرة.